# Blondie
Blondie je američki rock sastav osnovan u New York Cityu 1974. godine. Osnovali su ga pjevačica Debbie Harry i gitarist Chris Stein.
Sastav je do 1978. godine bio malo poznat izvan New Yorka, kada izdaju svoj treći album naslova Parallel Lines, koji im je donio komercijalni uspjeh i obožavatelje iz drugih gradova i zemalja.
Sastav je 2006. godine uvršten u Kuću slavnih Rock and Rolla.
Blondie je kroz mnoge godine rada prodao više od 40 milijuna nosača zvuka te i danas aktivno nastupaju i rade na novoj glazbi.

## Članovi sastava

### 1974. – 1975.
- Deborah "Debbie" Harry – glavni vokali
- Chris Stein – gitara, bas-gitara
- Clemmet "Clem" Burke – bubnjevi
- Gary Valentino – bas-gitara, gitara
- Jimmy Destri – klavijature, glasovir, sintisajzer, orgulje

### 1976. - ožujak 1978.
- Deborah "Debby" Harry – glavni vokali
- Chris Stein – gitara, bas-gitara
- Clemmet "Clem" Burke – bubnjevi
- Jimmy Destri – klavijature, glasovir, sintisajzer, orgulje

### 1978. – 1982.
- Debborah "Debby" Harry – glavni vokali
- Chris Stein – gitara, bas-gitara
- Frank Infante – gitara, bas-gitara, mandolina
- Clemmet "Clem" Burke – bubnjevi
- Nigel Harrison – bas-gitara
- Jimmy Destri – klavijature, glasovir, sintisajzer, orgulje

### 1982. – 1997.
Raspad.

### 1997. – 2004.
- Debborah "Debby" Harry – glavni vokali
- Chris Stein – gitara, bas-gitara
- Clemmet "Clem" Burke – bubnjevi
- Leigh Fox – bas-gitara, gitara, mandolina
- Jimmy Destri – klavijatura, glasovir, sintisajzer, orgulje

### 2004. - danas
- Debborah "Debby" Harry – glavni vokali, klarinet,
- Chris Stein – gitara
- Clemmet "Clem" Burke – bubnjevi
- Leigh Fox – bas-gitara
- Paul Carbonara – bas-gitara
- Jimmy Destri – klavijature, glasovir, sintisajzer, orgulje

## Diskografija
Studijski albumi
- Blondie (1976.)
- Plastic Letters (1977.)
- Parallel Lines (1978.)
- Eat to the Beat (1979.)
- Autoamerican (1980.)
- The Hunter (1982.)
- No Exit (1999.)
- The Curse of Blondie (2003.)
- Panic of Girls (2011.)
- Ghosts of Download (2014.)
- Pollinator (2017.)